# Стокерс, Патрисия
Патрихия Стокерс (родилась 1 мая 1976 года в Утрехте) — нидерландская пловчиха, специалист в плавании вольным стилем. Выступала за сборную Голландии на летних Олимпийских играх 1996 года в Атланте.

## Биография
Выступала в середине 1990-х годов вместе с Карлой Гертс, Минуш Смит и Кирстен Влигхёйс в командной эстафете 4 × 200 м вольным стилем.
В 1995 году четвёрка выиграла серебряную медаль на чемпионате Европы в Вене, Австрия.
На Олимпиаде 1996 года финишировали шестыми с результатом 8:08.48.